# Hegedűs Lórántné
Hegedűs Lórántné (született Kovács Enikő, Budapest, 1970 –) magyar építészmérnök, pályázatíró és projektmenedzser, önkormányzati főépítész-szakmérnök, politikus; 2010. május 14. és 2019. február 26-ig a Jobbik Magyarországért Mozgalom országgyűlési képviselője.

## Életútja
A budapesti Móricz Zsigmond Gimnáziumban maturált. 1994. október 22-én házasodott össze Hegedűs Lóránt református lelkésszel. 1994-ben diplomázott a Budapesti Műszaki Egyetem Építészmérnöki Karának építészmérnök szakán. 2006-ban a Budapesti Kommunikációs Főiskolán pályázatíró és projektmenedzser végzettséget szerzett. 2009-ben elvégezte a Budapesti Műszaki és Gazdaságtudományi Egyetem Építészmérnöki Karának önkormányzati főépítész-szakmérnöki képzését.
2002 és 2006 között Budakeszi helyi önkormányzatának tagja. 2006 és 2010 között budakeszi alpolgármester.
2010. május 14. és 2019. február 26-ig a Jobbik Magyarországért Mozgalom országgyűlési képviselője. 2010. május 14. óta az Országgyűlés jegyzője.
2018. május 12. és 2019. február 26-ig a Jobbik alelnöke.
2019. február 26-án bejelentette kilépését a Jobbik parlamenti frakciójából, valamint lemondott minden Jobbikban viselt tisztségéről és kilépett a pártból.
2019. február 27-én azt is bejelentette, hogy lemond parlamenti mandátumáról és várhatóan 2019. március 31-ig lesz országgyűlési képviselő.